# Jenő Rátz

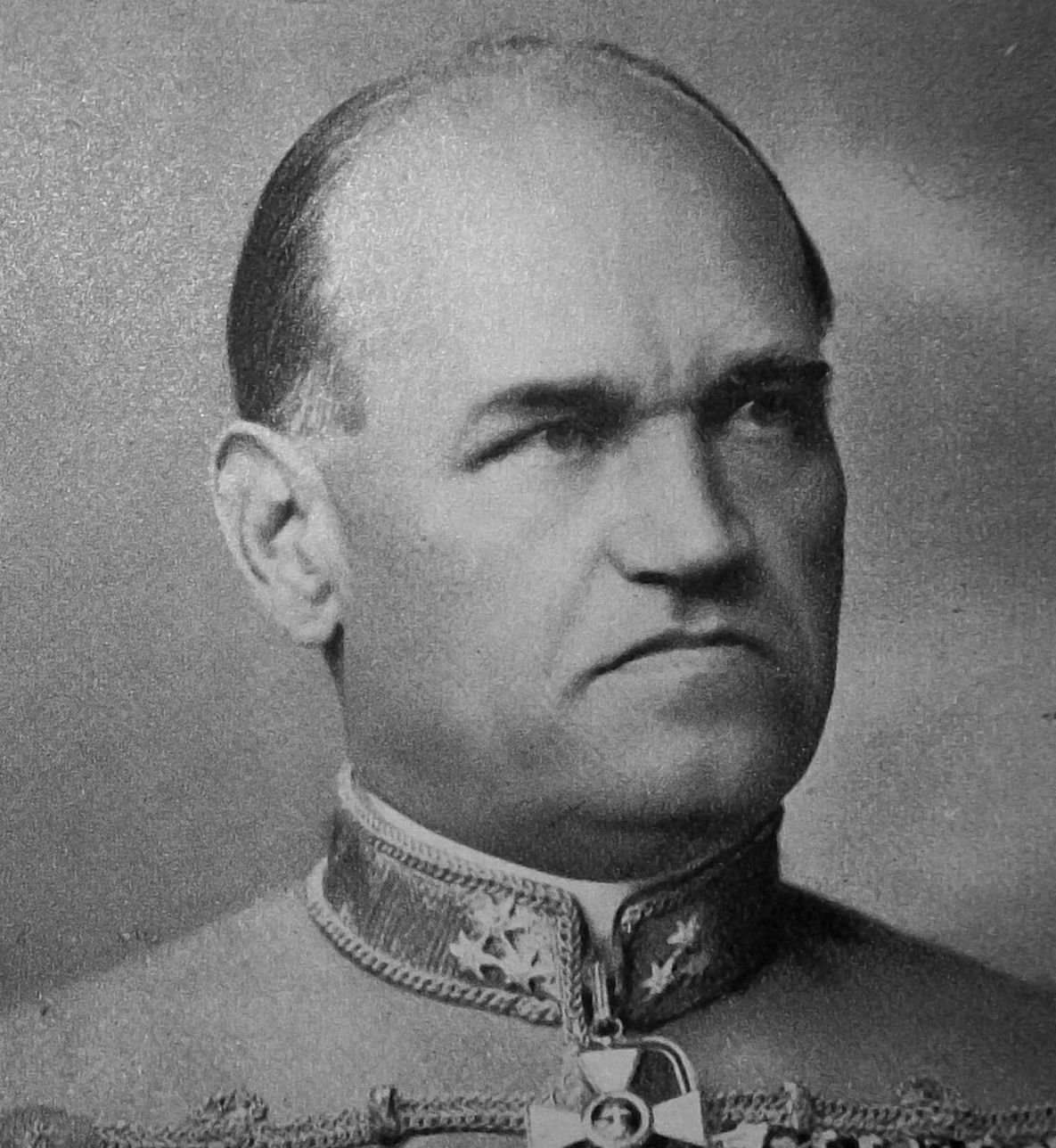
Jenő Rátz, 1938

Vitéz Jenő Rátz von Nagylak (* 20. September 1882 in Nagybecskerek, Königreich Ungarn, heute Serbien; † 21. Januar 1952 in Vác) war ein ungarischer Generaloberst, Politiker und Verteidigungsminister (1938).

## Leben
Nach Abschluss der Schule in Nagybecskerek besuchte Rátz das theologische Seminar in Csanád, da seine Familie für ihn eine Ausbildung zum Priester vorsah. Nach einem halben Jahr wechselte er jedoch an die Ludovika-Akademie in Budapest und schloss die dortige militärische Ausbildung als Jahrgangsbester ab. Von 1908 bis 1911 besuchte er die Kriegsakademie in Wien und wurde Offizier im Generalstab. Nach Teilnahme im Ersten Weltkrieg, schloss er sich der nationalen Armee an und wurde 1922 Lehrer an der Honvéd Kriegsakademie. Ab 1925 arbeitete Rátz beim Verteidigungsministerium und ab 1928 beim Honvéd Generalstab, dessen Chef er 1936 wurde. Von 1936 bis 1938 war Rátz Mitglied des Oberhauses im ungarischen Parlament und von 14. Mai bis 15. November 1938 Verteidigungsminister im Kabinett von Béla Imrédy. Danach war Rátz bis 1944 Parlamentsabgeordneter und wurde am 8. November 1944 Präsident des Oberhauses. Im Kabinett von Döme Sztójay war Rátz ab März 1944 Minister ohne Geschäftsbereich und Vertreter des Ministerpräsidenten. Aus Protest gegen Deportation der ungarischen Juden reichte er jedoch seinen Rücktritt ein, dem am 19. Juli 1944 stattgegeben wurde.
Im Frühling 1945 floh Rátz nach Deutschland, wo er in US-amerikanische Kriegsgefangenschaft geriet. Nach Auslieferung an die ungarischen Behörden wurde Rátz am 19. Juni 1945 degradiert und aus der Armee entlassen. Das Budapester Volksgericht verurteilte ihn als Kriegsverbrecher im März 1946 zum Tode durch Erschießen. Die Strafe wurde jedoch von Staatspräsident Zoltán Tildy im August 1946 in lebenslange Zwangsarbeit umgewandelt. Rátz starb wohl, laut Aussage mehrerer Inhaftierter, am 21. Januar 1952 im Gefängnis in Vác. Offiziell wird sein Todesdatum jedoch mit 21. Mai 1952 angegeben. Ein Grab ist nicht vorhanden.